# Neueibau
Neueibau ist ein Ortsteil der Gemeinde Kottmar im Süden des ostsächsischen Landkreises Görlitz.

## Geographie

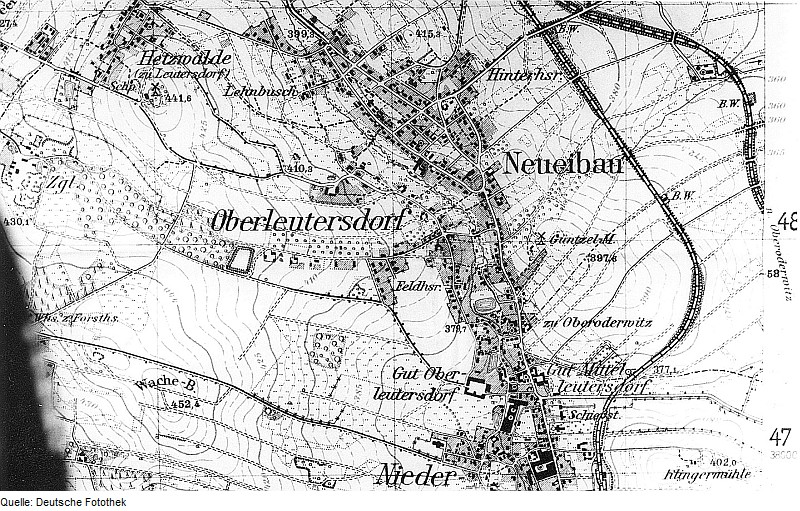
Karte von 1884 mit Neueibau

Neueibau befindet sich einen Kilometer südwestlich von Eibau an der S 142 zwischen Neugersdorf und Leutersdorf.
Die 92 ha große Flur des Dorfes erstreckt sich beiderseits des Leutersdorfer Wassers (Leutersdorfer Bach) im Oberlausitzer Bergland. Östlich von Hetzwalde treffen sich hier der östlich gelegene, ehemals gehölzbestandene Hofebusch, der bis weit über die jetzige Neueibauer Höhe (415 m) herabreichte, und der westlich gelegene, ehemals gehölzbestandene Lehnbusch, welcher mit dem größeren Altgersdorfer Waldgebiet in Verbindung stand.
Nach der Siedlungsanlage ist Neueibau eine Parzellenflur.

## Geschichte
Am 17. Februar 1714 traf die kurfürstliche Genehmigung von August dem Starken zur Verwirklichung der Pläne des Rates in Zittau als Grundherrn für die Gründung eines selbständigen Dorfes auf den hinteren Feldern und Wiesen des Rittergutes neben Alteibau ein. Ein Windbruch und abgetragene Gutsstallungen lieferten für den Neubau genügend Bauholz.
Vom Erbkretscham an erstreckt sich die älteste Häuslerzeile parallel zum Leutersdorfer Bach.
Anfänglich hatte der Rat der Stadt Zittau diese Baustellen, welche jeweils 100 Ellen lang und 50 Ellen breit waren, kostenfrei abgegeben. Er gewährte hierzu drei Jahre lang eine Befreiung von der Steuer und verlangte nach Fristablauf einen jährlichen Grund- und Erbzins von 3 Talern. Dazu durfte jeder Ansiedler sowohl eine Kuh im Hofebusch weiden lassen sowie einen abgabefreien Webstuhl aufbauen. Die Bauentwicklung ging aber nur langsam voran, so dass im Jahr 1723 erst 27 Häuser errichtet waren. Ab 1734 kam eine zweite Häuserreihe mit insgesamt 21 Baustellen hinzu. Ein mehrfacher Austausch ertragreicher Hutungen gegen minderwertige durch den Rat der Stadt Zittau wirkte sich negativ für die weitere Besiedlung aus, zumal die Kuhhaltung infolge des geringen Verdienstes aus der Hausweberei lebensnotwendig war. Letztlich ging man über, die „neue Seite“ und eine Hutungsfläche zu besiedeln. Um neue Landwirtschaftsflächen zu besorgen, musste der Rat den Südwestteil des Hofebusches roden lassen und in Zinsäcker verwandeln. Der Rat zu Zittau hatte dem Ortsrichter schon zuvor die Lehnwiese, den Südteil des Lehnbuschreviers, pachtweise überlassen.

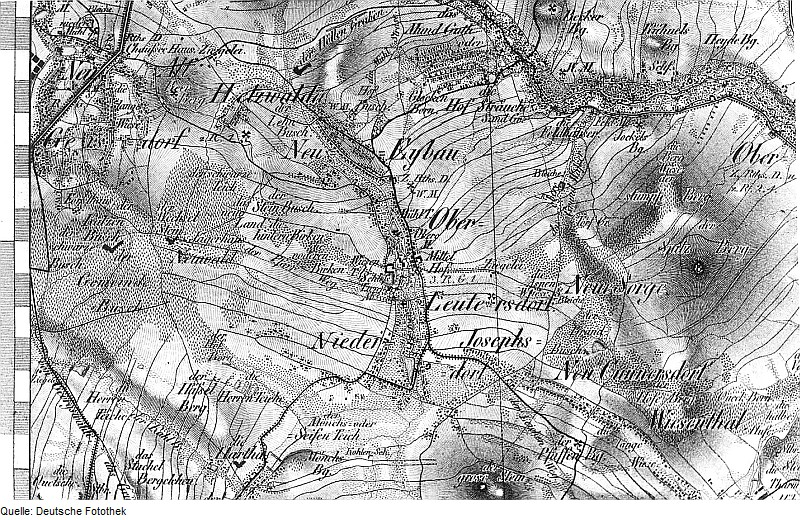
Karte von Oberreit um 1845

In der ersten Hälfte des 19. Jahrhunderts verschwanden die Gehölze auf dem Hofe- und Lehnbusch vollständig und die Ansiedlung breitete sich langsam im Halbkreis um die Neueibauer Höhe aus. Schon zuvor an der heutigen S 145 waren am Abhang in Richtung Eibau die Hinterhäuser entstanden.
1781 erbaute die Gemeinde Neueibau ein neues Schulgebäude. Ein neueres Schulgebäude wurde 1906 (1907, nach Werte unserer Heimat) nach Entwürfen von Ernst Kühn als zweiklassige Dorfschule für die 3. Kunstgewerbeausstellung erbaut. Diese ist aber heute nicht mehr in Nutzung.

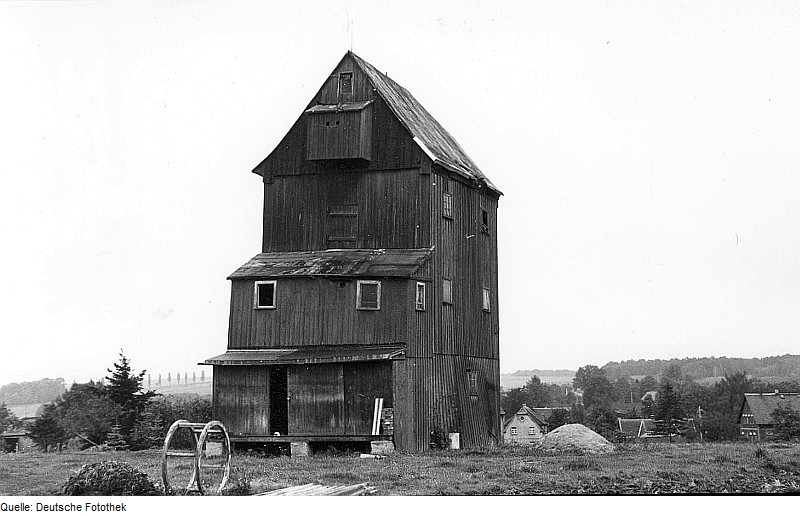
Neumanns- oder Zimmermann-Mühle in Neueibau

Die erhöhte Lage von Neueibau stellte einen günstigen Standort für eine Windmühle, die Oberreit auf der Neueibauer Höhe bereits um 1845 verzeichnete, dar. Erst 1913 wurde sie wieder abgerissen. Am südöstlichen Ende des Dorfes steht auf der Eibauer Flur heute noch die gut erhaltene Bockmühle namens Zimmermann- oder Günzel-Windmühle, die bis 1964 mit Wind und später mit elektrischem Strom betrieben wurde.

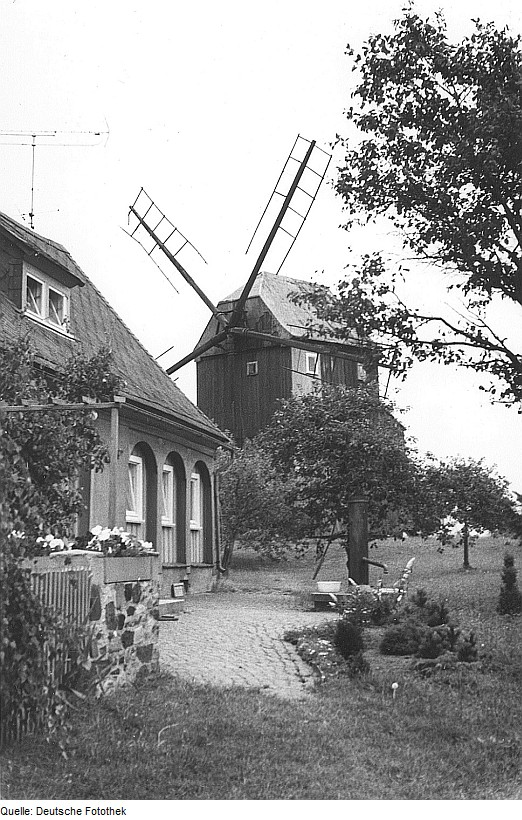
Neumanns- oder Zimmermann-Mühle, Bockmühle und Wohnhaus, 1971

Bis zum 1. Januar 1999 war Neueibau eine eigenständige Landgemeinde, dann wurde sie nach Eibau eingemeindet. Mit der Auflösung der Gemeinde Eibau kam Neueibau am 1. Januar 2013 zur Gemeinde Kottmar.

### Einwohnerentwicklung
| 1777             | 55 Häusler, 3 Wüstungen |
| 1834             | 628                     |
| 1871             | 864                     |
| 1890             | 899                     |
| 1910             | 1075                    |
| 1925             | 1005                    |
| 1939             | 1003                    |
| 1946             | 1129                    |
| 1950             | 1230                    |
| 1964             | 1083                    |
| 1990             | 789                     |
| 2013 (28. Febr.) | 635                     |

Der Ort war 1840 nach Eibau gepfarrt und 1930 bis 2001 zur Kirchgemeinde Alteibau.

### Verwaltungszugehörigkeit
1777: Bautzener Kreis, 1843: Landgerichtsbezirk Löbau, 1856: Gerichtsamt Ebersbach, 1875: Amtshauptmannschaft Löbau, 1952: Kreis Löbau, 1994: Landkreis Löbau-Zittau, 2008: Landkreis Görlitz

### Ortsnamenformen
Der Name des Ortes lautete 1791: Neu Eybau, 1815: Eybau, Neu- und 1875: Neueibau.